# Jumenbao
Jumenbao (chinesisch 拒門堡 / 拒门堡, Pinyin jùménbǔ) ist eine Festung der Chinesischen Mauer aus der Zeit der Ming-Dynastie bei Datong in der Provinz Shanxi.
Jumenbao liegt an einem Abhang 2,5 km von der Großen Mauer entfernt. Die Festung wurde errichtet, um das Ming-Reich gegen die Invasionen und Plünderungen der mongolischen Nomaden zu schützen. Der ursprüngliche Name war Jumengbu, sie war zusammen mit den Festungen Zhenjiangbao (镇羌堡), Juqiangbao (拒墙堡) und Zhumabao (助马堡) Teil einer zur Mauer gehörigen Verteidigungsanlage (塞外四堡,  Saiwai sibao – „Vier Festungen nördlich der Großen Mauer“).
Der Festungsbau ist nicht groß, sie hat nur einen wengcheng (Eingang über Barbakane) auf der Ostseite. Die Mauer ist aus gestampfter Erde erbaut, mit Lehmziegeln als Außenverkleidung.